# Eartha Kitt
Eartha Mae Kitt (født 17. januar 1927, død 25. december 2008) var en amerikansk skuespillerinde, sangerinde og cabaretstjerne. Hun slog igennem på Broadway i begyndelsen af 1950'erne og vandt verdensberømmelse med sange som C'est si bon, Let's do it, My heart belongs to daddy og kendingsmelodien I'm just an old-fashioned girl, samt julesangen Santa Baby, som senere blev indspillet af bl.a. Madonna og Kylie Minogue.
Filminstruktøren Orson Welles beskrev hende som den "mest spændende kvinde i verden". Hun overtog rollen som Catwoman i den fjerde sæson af tv-serien Batman. 
I 1970 var hun forlovet med danskeren Ole Brøndum-Nielsen, far til fotomodellen Oliver Bjerrehus.